# Castello di Mù

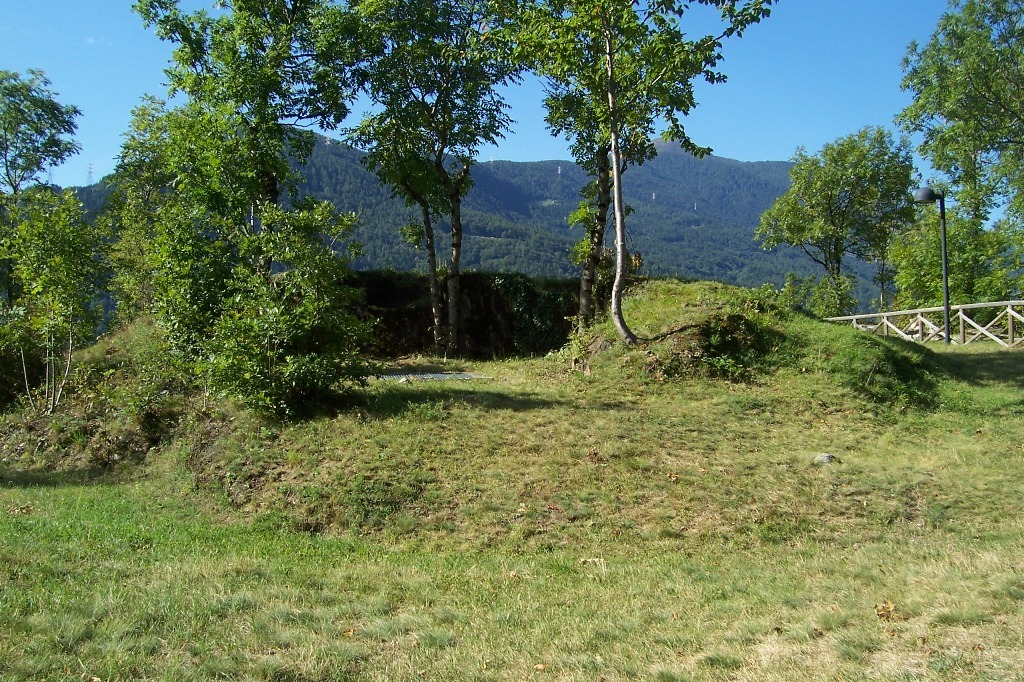
Spiazzo interno del castello

Il castello di Mù fu un'importante rocca costruita in posizione strategica per il controllo dell'alta Val Camonica. Le rovine sorgono sul colle ad est di Mù, frazione del comune di Edolo, e presentano una forma trapezoidale con tratti di mura alti anche quattro metri.

## Storia
Nel XIII secolo la rocca era di proprietà del vescovo di Brescia e gli abitanti di Edolo, Mù e Sonico erano obbligati a sorvegliare il fortilizio durante la notte.
Il 29 aprile 1342 i Federici iniziano ad abitare la rocca di Mù. Una pergamena dello stesso anno ricorda un Girardi de Federicis de Erbanno, habitantis Roche de Mu.
Nel 1432 la Repubblica Veneta fa smantellare il castello di Mù dei Federici.
Al suo interno esisteva una chiesa dedicata a San Michele, demolita nel 1655.